# Antonio Pareja
Antonio José Pareja y Serrano de León (Cabra, 7 de diciembre de 1752 - Chillán, 21 de mayo de 1813) fue un marino español que se destacó en varias acciones militares en Europa y en el Norte de África. Por sus acciones, logró ascender a brigadier de la Armada Española y ser destinado por el Consejo de Regencia a Chile con un alto cargo, pero no pudo ejercerlo debido al estado de revolución en que se encontraba la zona. 
Se le encomendó la restauración de Chile al dominio español, dirigiéndose con equipamiento y víveres a la isla de Chiloé y luego a Valdivia, donde logró formar un ejército para ese cometido. Al comenzar la campaña de reconquista, recuperó todo el sur del país hasta el río Maule y se preparó para avanzar hacia el norte y tomar Santiago, pero fue frenado por el ataque de las fuerzas patriotas que lo obligaron a retroceder, siendo además perseguido de cerca. Cuando los patriotas lo alcanzaron, debió entregar la dirección de las operaciones a su segundo debido a una fiebre maligna que lo aquejaba y que más tarde tomó su vida al llegar a Chillán.

## Primeros años
Hijo de José de Pareja y Serna y su segunda esposa, Margarita Serrano de León y Parada. Sus hermanos eran Manuel, Joaquín, Antonia y Cayetana. Tenía, como medios hermanos frutos del primer matrimonio de su padre con Bernardina Spínola y de la Cerda (hija del IV duque de Sesto), a Luis, Rafael, Francisca, María Concepción y Alonso Félix. Se casó con Josefa Septién.
Nacido en Cabra (Córdoba) y dedicado a la marina desde niño, sentó plaza de guardiamarina en 1771, navegó en varias escuadras y asistió a muchas acciones, distinguiéndose en la toma de las islas de San Pedro y San Antíoco. Desde febrero de 1778 hasta mayo de 1782 mandó una fragata y un navío particular además de un bergantín.

## Contra Inglaterra
Más adelante mandó la fragata Perla y se encontró en el combate naval de San Vicente el 14 de febrero de 1797; ya en 1782 se había batido con la escuadra inglesa; y en Melilla, en varias ocasiones efectuó el desembarco de artillería, municiones y víveres, sufriendo un horroroso fuego. 
En la rada de Argel la galeota de su mando hizo fuego por ocho horas a los moros. En 1803 mandó el navío San Agustín y en febrero de 1805 obtuvo el del Príncipe de Asturias y salió con la escuadra combinada de Francia y España a las órdenes del vicealmirante Villeneuve y del teniente general Federico Gravina, para Cádiz, donde se le dio el mando del navío Argonauta, y con él salió el 20 de octubre siguiente con la escala combinada a las órdenes de los mencionados generales, y se halló en el combate que sostuvo contra la inglesa del almirante Nelson en el Cabo Trafalgar. El Argonauta sufrió inmensas averías y se fue a pique al segundo día de la acción, que le ocasionó numerosos muertos y heridos, entre ellos su comandante.

## Guerra de Independencia de Chile
El mismo año ascendió a brigadier y en junio de 1808 asistió al combate y rendición de la escuadra francesa del almirante Rosily, pasando después con licencia a Madrid y regresando al departamento de Cádiz en 1809; después mandó los navíos Terrible y San Justo y a principios de 1810 todas las fuerzas sutiles de la isla de León, cuando empezó el sitio, cuyo mando ejerció hasta julio de ese mismo año, en el que se le nombró gobernador y capitán general del Reino de Chile, entonces en plena insurrección.
Tras su llegada a Lima, centro del poder colonial español en América del Sur, se reunió con el virrey del Perú José Fernando de Abascal para recibir las órdenes de la campaña, Abascal había planeado la salida de un poderoso ejército al Alto Perú para batir a los patriotas argentinos y el envío simultáneo de oficiales, sargentos y recursos materiales para organizar un ejército realista en las provincias que aún se mantenían leales en el Reino de Chile con el cual derrotar a los independentistas.
En cumplimiento de estas órdenes Pareja zarpó del Callao el 12 de diciembre de 1812 a bordo de 5 bergantines y llevando consigo armamento, vestuario, equipo, 25.000 pesos en dinero y 50 soldados y 20 oficiales veteranos con apoyo de los cuales en tan solo dos meses organizó en Chiloé un ejército de 1.400 hombres perfectamente equipados y entrenados. Sin pérdida de tiempo, se embarcó luego para Valdivia, ciudad que se había declarado por los realistas, donde aumentó su fuerza con unos 700 reclutas. Con este numeroso ejército, a fines de febrero de 1813, se apoderó del pequeño puerto de San Vicente, contiguo al de Talcahuano.
Al día siguiente fue atacada la guarnición de dicho puerto y derrotada, a pesar de su empeñada resistencia. Después Pareja entró en la ciudad de Concepción, capital de la provincia, estipulándose una capitulación que tenía por base la amnistía. Las mismas fuerzas que se habían rendido se incorporaron a las filas de Pareja, que disponía así de más de 60 piezas de artillería, 6.000 fusiles, considerable cantidad de armas blancas y abundantes pertrechos y utensilios de guerra que halló en la ciudad. Luego Pareja ocupó Chillán el 15 de abril. En su avance hasta este lugar logró conformar una fuerza de 5.000 soldados con variadas piezas de artillería.
El general patriota José Miguel Carrera, hizo frente a las circunstancias y organizó un ejército de 4.036 hombres para enfrentarlo. Pareja salió a su encuentro, pero fue emboscado el 26 de abril de 1813, en la que se conocería como la sorpresa de Yerbas Buenas que se produjo en las cercanías de Linares en Yerbas Buenas. El choque con los patriotas le costó al ejército español la pérdida de 180 hombres. Las bajas patriotas fueron mayores, aproximadamente 460 muertos, y 120 prisioneros, entre ellos algunos oficiales. Estas cifras intentaron ser minimizadas para no causar escándalo en Santiago. Por esas mismas fechas los patriotas habían organizado una fuerza naval en Valparaíso para hacer frente en el mar a los corsarios realistas desplegados por Abascal, y intentar destruir las líneas de comunicación y suministro marítimo de su ejército, pero estas fuerzas navales se sublevaron cuando salieron de su fondeadero para enfrentar al corsario Warren el 2 de mayo. Estas defecciones y descalabros, provocaron algo de desaliento en el bando patriota. 
Sin embargo, las tropas realistas comenzaron a manifestar su descontento por los esfuerzos del momento, siendo inútil toda la actividad y energía del brigadier en aquellas circunstancias para calmar los ánimos. Estas contrariedades le acarrearon una fiebre maligna y hubo de entregar la dirección de las operaciones al comandante del batallón de Penco, Juan Francisco Sánchez, quien presentó batalla al enemigo en las alturas de San Carlos, logrando, a pesar de su inferioridad numérica, dispersar a sus contrarios y quedarse dueño del campo.
Pareja, enfermo y achacoso, se trasladó con las tropas victoriosas a Chillán, donde murió el 21 de mayo de 1813.
Su hijo, José Manuel Pareja, nacido en Lima en 1813 y que nunca conoció personalmente a su padre, llegó más tarde a ser almirante de la Armada Española y protagonista de la guerra hispano-sudamericana. Se suicidó en costas chilenas a bordo de la fragata de vapor Villa de Madrid tras tener conocimiento de la captura de la célebre goleta Covadonga, una de las más débiles de su escuadra, por la corbeta chilena Esmeralda.
| Predecesor: ninguno | General en Jefe del Ejército español de Chile 12 de diciembre de 1812-21 de mayo de 1813 | Sucesor: Juan Francisco Sánchez |